# Darwen
Darwen es una villa de la autoridad unitaria de Blackburn with Darwen, en el condado de Lancashire (Inglaterra).

## Geografía
Según la Oficina Nacional de Estadística británica, Darwen tiene una superficie de 7,58 km².

## Demografía
Según el censo de 2001, Darwen tenía 31 570 habitantes (49% varones, 51% mujeres) y una densidad de población de 4164,91 hab/km². El 22,59% eran menores de 16 años, el 70,81% tenían entre 16 y 74 y el 6,6% eran mayores de 74. La media de edad era de 36,92 años.
El 92,44% eran originarios de Inglaterra y el 3,89% de otras naciones constitutivas del Reino Unido, mientras que el 1,38% eran del resto de países europeos y el 2,29% de cualquier otro lugar. Según su grupo étnico, el 96,23% de los habitantes eran blancos, el 0,63% mestizos, el 2,73% asiáticos, el 0,13% negros, el 0,21% chinos y el 0,07% de cualquier otro. El cristianismo era profesado por el 78,39%, el budismo por el 0,17%, el hinduismo por el 0,14%, el judaísmo por el 0,04%, el islam por el 2,45%, el sijismo por el 0,04% y cualquier otra religión por el 0,16%. El 10,53% no eran religiosos y el 8,09% no marcaron ninguna opción en el censo.
Del total de habitantes con 16 o más años, el 29,02% estaban solteros, el 50,09% casados, el 2,91% separados, el 9,73% divorciados y el 8,25% viudos. Había 13 183 hogares con residentes, de los cuales el 30,24% estaban habitados por una sola persona, el 11,68% por padres solteros con o sin hijos dependientes, el 36,21% por parejas casadas y el 9,53% sin casar, con o sin hijos dependientes en ambos casos, el 7,49% por jubilados y el 4,84% por otro tipo de composición. Además, había 968 hogares sin ocupar y 11 eran alojamientos vacacionales o segundas residencias.